# 1996 год в театре
1996 год в театре

## Постановки
- 20 января — «Головокружительное упоение точностью» на музыку Шуберта, хореограф Уильям Форсайт, Франкфуртский балет.
- 8 сентября — «Остров сокровищ» по роману Р. Л. Стивенсона, Московский драматический театр им. А. С. Пушкина[значимость факта?]

## События
- В Венеции сгорел театр «Ла Фениче»
- В Магнитогорске открылся Магнитогорский театр оперы и балета
- В Барнауле основан экспериментальный театр «Подвал».
- В Екатеринбурге основан Уральский государственный театр эстрады.

## Деятели театра

### Скончались
- 12 января — Эдуард Хакен, чешский оперный певец. Лауреат Государственной премии. Народный артист Чехословакии.
- 7 февраля, Москва — Инна Кмит, актриса театра и кино.
- 5 марта, Москва — Галина Кравченко, балерина, актриса театра и кино.
- 8 марта, Москва — Нонна Терентьева, актриса театра и кино.
- 12 мая — Фуат Тагиров, народный артист Татарской ССР. Один из создателей Государственного интернационального театра кукол в ТАССР.
- 9 июля — Лили Берон, болгарская артистка балета. Заслуженная артистка Болгарии. Лауреат Димитровской премии.
- 12 октября, Москва — Нина Алисова, актриса театра и кино.
- 18 ноября, Москва — Зиновий Гердт, актёр театра и кино, народный артист СССР (1990).
- 21 ноября — Александр Кабрал, португальский драматург.
- 18/19 декабря, Саратов или Москва — Юрий Киселёв, театральный режиссёр, актёр и педагог, народный артист СССР (1974).